# نادی‌کاتا
نادی‌کاتا(به مجاری: Nagykáta) در پِشت در مجارستان واقع شده‌است. جمعیت این شهر ۱۳٫۰۱۴ نفر  است.

## نگارخانه

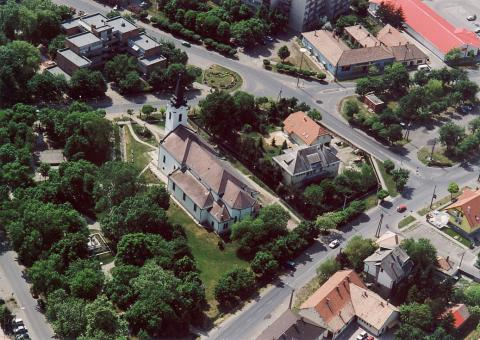
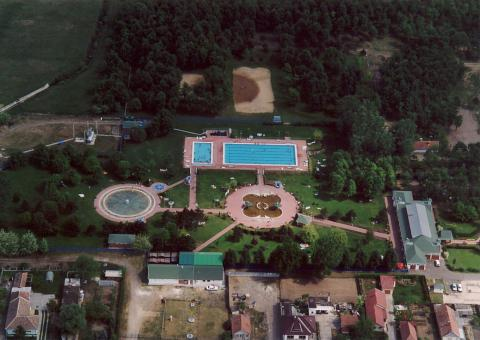
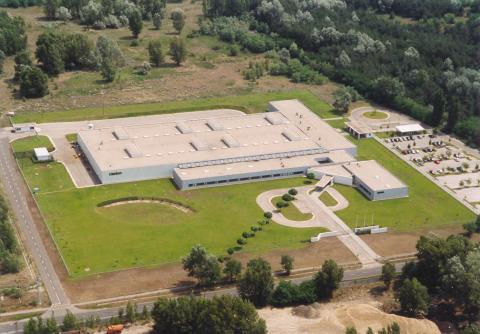